# Famille Abergil
La famille Abergil (en hébreu : משפחת הפשע אברג'יל)  est une organisation criminelle israélienne d'origine juive marocaine fondé par Ya'akov Abergil, mort en juin 2002. L'organisation est basée en Israël et est active dans le monde entier.
Considérée comme l'une des six principales cellules du crime organisé en Israël et l'un des 40 plus grands importateurs de drogue du monde aux États-Unis, des membres de la famille Abergil ont été arrêtés et détenus à plusieurs reprises.
La famille Abergil a été notamment mise en cause dans l'assassinat en 2009 de Ronen Gavrieli, membre d'une autre famille mafieuse et cousin de la femme politique Inbal Gavrieli : Ronen était soupçonné de pratiquer le racket dans la ville côtière de Holon.

## Histoire

### Membres notables
- Itzhak Abergil
- Ya'akov Abergil
- Meir Abergil
- Yaniv Ben Simon

## Pour approfondir